# نرما مک‌میلان
نُرما مک‌میلان (انگلیسی: Norma MacMillan؛ ۱۵ سپتامبر ۱۹۲۱ – ۱۶ مارس ۲۰۰۱) بازیگر، صداپیشه اهل کانادا بود. وی بین سال‌های ۱۹۵۴ تا ۲۰۰۱ میلادی فعالیت می‌کرد.
از فیلم‌ها یا برنامه‌های تلویزیونی که وی در آن نقش داشته است، می‌توان به سگ قهرمان، عشق در خطر و کسب‌وکار بزرگ اشاره کرد.